# Rue Fermat (Paris)
La rue Fermat est une voie publique du 14e arrondissement de Paris, en France.

## Situation et accès
Orientée nord-sud, la rue Fermat débute au 57, rue Froidevaux et se termine au 82, rue Daguerre.

## Origine du nom
Elle porte le nom du mathématicien français Pierre de Fermat (1601-1665).

## Historique
Ancienne voie du Petit-Montrouge, territoire de la commune de Montrouge annexé par Paris en 1860, la rue Fermat portait autrefois le nom de « rue Neuve de la Pépinière ». Classée dans la voirie de Paris en 1863 elle prend son nom actuel le 24 août 1864.
Au cours du siège de Paris, vers la fin du conflit franco-prussien (1870-1871), un obus prussien tombé dans la nuit du 5 au 6 janvier 1871 au 14, rue Fermat fait de la "dame Le Suisse" la première victime du bombardement de Paris déclenché la veille, 5 janvier en début d'après-midi.

## Bâtiments remarquables et lieux de mémoire
- Nos 4/6 : la construction d'un immeuble d'habitation contemporain (1977) a condamné l'ancienne entrée du passage Fermat qui aboutit au numéro 69 de la rue Froidevaux.
- No 8 (et no 2 rue Cels) : maison d'habitation datant de la première moitié du XIXe siècle dont les combles ont été surhaussées avec création d'une terrasse couvrante dans les années 1980[2]

- No 14 : immeuble d'habitation collectif (1976) ayant remplacé un ancien pavillon, maison bourgeoise datant de la fin du XIXe siècle.